# Camille Trouverie
Camille Trouverie, né en novembre 1929, est un archer paralympique français. Il a participé aux Jeux paralympiques d'été de 1960 puis de 1968 et est notamment le premier champion paralympique français.

## Biographie
Camille Trouverie participe aux Jeux paralympiques d'été de 1960, remportant la médaille d'or dans l'épreuve de ronde Britannique en marquant 550 points,. Il devient ainsi le premier champion paralympique français. 
Il participe également aux Jeux paralympiques d'été de 1968, remportant une médaille de bronze dans l'épreuve de ronde d'Albion par équipe. 